# (870) Manto
(870) Manto ist ein Asteroid des Hauptgürtels, der am 12. Mai 1917 vom deutschen Astronomen Max Wolf in Heidelberg entdeckt wurde.
Benannt ist der Asteroid nach der mythologischen griechischen Frauengestalt Manto.